# Alt Pillau
Alt Pillau war ein großes Kirchdorf an einer Bucht des Frischen Haffs im ostpreußischen Kreis Fischhausen und ab 1901 als „Pillau II“ ein Teil der Stadt Pillau („Pillau I“), der heutigen Stadt Baltijsk in der russischen Oblast Kaliningrad (Gebiet Königsberg (Preußen)).

## Geographische Lage
Der Ortsbereich Alt Pillaus befindet sich heute – ohne besondere russische Bezeichnung – im mittleren Gebiet der Stadt Baltijsk im Südwestzipfel des Samlandes. Baltijsk ist Endpunkt der russischen Fernstraße A 193 (ehemalige deutsche Reichsstraße 131) und der Bahnstrecke Kaliningrad–Baltijsk (ehemalige Ostpreußische Südbahn).

## Geschichtliches
Das im Jahre 1430 erstmals erwähnt große Kirchdorf Alt Pillau war die eigentliche alte Stadt Pillau, die 1583 die Handfeste bekam. Oberhalb des Ortes lag der damals so genannte Schwalbenberg (russisch: Gora Prochladnaja), der mit seinen 92 Meter Höhe 1812 mit einer Landmarke für die Seefahrt versehen wurde.
Im Jahre 1820 zählte Alt Pillau 54 Gebäude und 532 Einwohner. Die Zahl stieg bis 1871 auf 90 Gebäude und 1.243 Einwohner.
Am 13. Juni 1874 wurde Alt Pillau namensgebender Ort und Sitz eines Amtsbezirks im Landkreis Fischhausen im Regierungsbezirk Königsberg der preußischen Provinz Ostpreußen. Am 28. April 1894 schlossen sich die Landgemeinden Wogram (heute nicht mehr existent) und Alt Pillau zur neuen Landgemeinde Alt Pillau zusammen. Die Einwohnerzahl kletterte bis 1898 auf 3.731 bei 196 Gebäuden.
Am 17. Dezember 1901 gab Alt Pillau („Pillau II“) seine Eigenständigkeit auf und schloss sich mit Pillau („Pillau I“), der südlich liegenden inzwischen neu entstandenen und seit 1725 anerkannten Stadt, zur neuen Stadtgemeinde Pillau zusammen. Ein Jahr später wurde der Amtsbezirk Alt Pillau in „Amtsbezirk Kamstigall“ (heute nicht mehr existierender Nachbarort) umbenannt. Alt Pillau bestand als Siedlungsplatz bis 1945, findet danach aber keine Erwähnung mehr.

### Amtsbezirk Alt Pillau (1874–1902)
Der im Jahre 1874 gebildete Amtsbezirk Alt Pillau bestand anfangs aus fünf Landgemeinden:
| Deutscher Name            | Russischer Name | Bemerkungen                                                                                        |
| ------------------------- | --------------- | -------------------------------------------------------------------------------------------------- |
| Alt Pillau                | (Baltijsk)      | 1901 in die Stadtgemeinde Pillau eingegliedert                                                     |
| Kamstigall                |                 | 1930 in den Amtsbezirk Neuhäuser umgegliedert, 1939 in die Stadt Pillau eingegliedert              |
| Neutief (Frische Nehrung) | Kossa           | in den Amtsbezirk Frisches Haff umgegliedert, 1938 in die Stadt Pillau eingemeindet                |
| Pillau, Festung           |                 | 1885 in den Amtsbezirk Festung Pillau umgegliedert, 1903 in die Stadtgemeinde Pillau eingegliedert |
| Wogram                    |                 | 1894 in die Landgemeinde Alt Pillau eingegliedert                                                  |

Am 22. November 1902 wurde der Amtsbezirk Alt Pillau in „Amtsbezirk Kamstigall“ umbenannt.

## Kirche
Siehe dazu den Hauptartikel: Kirche Alt Pillau

### Kirchengebäude
Die Gründung der Kirche in Alt Pillau erfolgte im Jahre 1598. Das Gotteshaus wurde durch Brand zerstört, und 1676 erfolgte die Einweihung der neuen Kirche: ein breites, kurzes, schlichtes Fachwerkgebäude ohne Turm, unscheinbar, von außen kaum als Kirche erkennbar. Bis 1945 wurde das Gotteshaus kirchlich genutzt, bevor es bei den Kriegshandlungen zerstört wurde. Die Gebäudereste wurden später abgerissen.

### Kirchengemeinde
Bereits in vorreformatorischer Zeit galt Alt Pillau als Kirchdorf. Bis 1885 war es eine Filialgemeinde zu Lochstädt (russisch: Pawlowo, heute nicht mehr existent), dann auch mit eigenem Pfarrer. 1925 zählte die seit der Reformation evangelische Kirchengemeinde Alt Pillau 4.000 Gemeindeglieder, von denen ein Teil auch in dem zum Kirchspiel zugehörigen Ort Kamstigall (nicht mehr existent) wohnten. Alt Pillau war Pfarrort im Kirchenkreis Fischhausen (heute russisch: Primorsk) innerhalb der Kirchenprovinz Ostpreußen der Kirche der Altpreußischen Union.